# ロンドン地下鉄の車両形式および車両番号の付与方法
ロンドン地下鉄とその前身の各社では様々な形式、車両番号の付与方法が用いられてきた。本記事では形式・車両番号付与方法の原則について述べる。
- 以下の文中ではロンドン地下鉄の前身各社は、CLR (セントラル・ロンドン鉄道)、LER (ロンドン電気鉄道), MDR (メトロポリタン・ディストリクト鉄道)、Met (メトロポリタン鉄道)の略号で表されるものとする。

- 各車両の情報は各車両記事及びロンドン地下鉄の車両を参照のこと。

## 電車
ロンドン地下鉄の路線は初期に開削工法によって建設された路線で、イギリス国鉄に類似した寸法の車両が運行される大断面路線（半地表路線）、シールド工法で建設された狭いトンネルを持つ小断面路線（シールド路線）に大別され、この2者では異なる形式名及び車両番号の付番法則が採用されている。サークル、ディストリクト、ハマースミス&シティの各線が「大断面路線」、その他の路線が「小断面路線」である。

### 形式名
形式名の付与方法は以下の通り。

#### 小断面車両
小断面車両の形式名は発注時に予定された納入年で「1992形電車」などのように付与されるが、実際の納入年が遅れた例もある。
この方式は、1935形電車以降の各形式に採用されており、開業時からベーカールー、ピカデリー、ハムステッド（ノーザン）の各線で使用されていた機関車と客車を置き換えるために1900年に製造されたCLRの1903形電車を含む車両群は「ゲート形電車」と呼ばれ、1923年から1935年にかけてLER向けに製造され、ゲート形を置き換えた車両群は細部に相違があるものの、「スタンダード形」と呼ばれた。

#### 大断面車両
大断面車両の形式名は通常アルファベット順に付与されたアルファベットひと文字で表され、Q23形電車の様に納入年の下2桁が続くこともある。
この方式はMDRが採用していたもので、元Metの車両群の形式名は会社統合時にこの方式に倣ってMV、MW、T、V、VT、Wの各形に変更された。1960年までにほぼすべてのアルファベットを使い切ってしまったため、メトロポリタン線用に製造された新車にはA形に戻って形式名が付与された。これに続くサークル線、ディストリクト線用の電車はB形を飛ばして順にC形、D形とされた。

#### ユニットの種類
ほとんどの路線で、電車の編成は2つないし3つのユニットを組み合わせて構成されている。ユニットにはユニットを構成する車両群の片側にしか運転台のない「片運転台」、両側に運転台がある「両運転台」があり、少数ながら運転台が無く、編成中間に挟まれるユニットも存在する。

### 車両の種類
電車編成を構成する各車両の種類は下表のように規定される。
| 車種 | 解説                                                                                       |
| ---- | ------------------------------------------------------------------------------------------ |
| DM   | Driving Motor car (制御電動車)                                                             |
| DT   | Driving (or 'Control') Trailer car (制御車)                                                |
| NDM  | Non-Driving Motor car (中間電動車)                                                         |
| UNDM | Uncoupling Non-Driving Motor car (簡易運転台つき中間電動車)                                |
| MS   | Motor Shunting car (NDM同様だが、隣接するMSとの間の解結が容易な構造となっている中間電動車) |
| T    | Trailer car (付随車)                                                                       |

ほとんどの路線で、先頭車は北または西向きのAエンド先頭車、南または東向きのDエンド先頭車)と呼ばれる。Dエンドは1930年代まではBエンドと呼ばれていた。ベーカールー線ではこれが逆になっており、ピカデリー線のヒースローのように終端がループになっている路線では編成の向きが常に変わるため、この呼び方は厳密なものではない。

### 車両番号
10000以下の番号には用途廃止された車両の番号を再利用したものも少なくないが、各車両には固有の車両番号が付与されている。ユニットには番号は付与されていない。下記2つの基本原則があるものの、車両番号は製造年により様々な方法で付与されている。
- Aエンド先頭車は偶数、Dエンド先頭車は奇数の車両番号が付与され、方向転換が行われた場合は改番される。この原則はMDRからロンドン地下鉄に引き継がれたものである。
- 同ユニットの車両は通常下2桁の番号が同一で、奇数番号の先頭車の下2桁の番号は反対側の偶数番号先頭車の下2桁に1を加えたものである。ユニット内の車両が変わった場合はこの原則を守るための改番が行われる。この方式はロンドン地下鉄になって以降のものである。

#### 1931年制定車両番号体系
1931年にLERは保有全電車の大規模な改番を実施、1933年にロンドン地下鉄が前身各社の車両を引き継いだ際にこのLERの車両番号体系が継承された。下表は引継車両及びLER/ロンドン地下鉄の新製車両に当初適用された番号体系を示す。この体系にはロンドン地下鉄が発注したM形・N形及びQ38形の制御電動車が含まれるが、Q38形の付随車には後で述べる新しい番号体系が適用された。
| 番号枠    | 車種 | 路線種類       | 引継車両の番号                                                                                                  | 新製車両の番号              | 改造車両の番号                                                                                        |
| --------- | ---- | -------------- | --- | --------------------------- | --- |
| 1-37      | DM   | 大断面 (元MDR) | 1931年に改番されなかった未更新のB形                                                                             | -                           | - |
| 1000-1094 | T    | 大断面 (元MDR) | 1931年に改番されなかった未更新のB形                                                                             | -                           | - |
| 1700-1717 | DT   | 大断面 (元MDR) | 1931年に改番されなかった未更新のB形                                                                             | -                           | - |
| 2000-2999 | DM   | 大断面 (元Met) | 2200-2247(ハマースミス線用) 2500-2769(メイン・ライン用) 2900-2940(ノーザン・シティー線用)                       | -                           | - |
| 3000-3999 | DM   | 小断面         | 3000-3069・3282-3688(元LER) 3912-3999(元CLR)                                                                    | 3070-3281 3689-3721         | 3723-3784(方向転換されたDM)                                                                           |
| 4000-4999 | DM   | 大断面 (元MDR) | 4000-4390・4591-4645                                                                                            | 4391-4437                   | 4620-4642偶数(DTを改造)                                                                               |
| 5000-5999 | DT   | 小断面         | 5000-5359(元LER) 5928-5999(元CLR)                                                                               | -                           | - |
| 6000-6199 | DT   | 大断面 (元MDR) | 6000-6022 | -                           | 6100-6109(DMを改造)                                                                                   |
| 6200-6999 | DT   | 大断面 (元Met) | 6201-6264(ハマースミス線用) 6500-6735 (メイン・ライン用) 6900-6919(ノーザン・シティー線用)                      | -                           | 6558/6559/6561/6562(Tを改造) 6736-6755(客車を改造)                                                    |
| 7000-7999 | T    | 小断面         | 7000-7059・7190-7570 (元LER) 7901-7999 (元CLR)                                                                  | 7060-7189                   | - |
| 8000-8999 | T    | 大断面 (元MDR) | 8000-8048(合造車) 8200-8258(DMを改造) 8500-8535 8700-8780(DMを改造)                                             | 8049-8083(合造車) 8781-8785 | 8084-8095(合造車、元3等車) 8786-8799(DMを改造) 8801-8812(合造車を改造) 8813-8848・8900-8904(DMを改造) |
| 9000-9999 | T    | 大断面 (元Met) | 9200-9259(ハマースミス線用) 9400-9799 (メイン・ライン用、9582-9599はDMを改造) 9900-9968(ノーザン・シティー線用) | -                           | 9479-9482(DTを改造) 9800-9844(客車を改造)                                                             |

注記:
- 元メトロポリタン鉄道の客車にはもともと41から510の間の車両番号が付与され、電車とは番号が重複しなかったため元の番号のままとされた。511から519は後に電車から客車に改造された車両の番号となった。
- 「合造車」は1等と3等の合造車である。元MDRの車両は特記の無い限り3等車、小断面車両はすべて3等車である。元メトロポリタン鉄道の車両は1等車、合造車、3等車の順に番号が付与されている。第2次世界大戦初期までにロンドン地下鉄はすべての車両を3等車に改造している。
- 1935年以降に付随車に改造された車両には改造時の新製車同様に番号の頭に「0」がつけられたものがある。また、制御電動車から付随車に改造された車両には、正式な改番までの間もとの番号の頭に「0」をつけた番号が付与されたものもある。

#### 1935年以降
この標準番号体系は長続きせず、1935年以降数々の付番方法が採用された結果、一見不規則なものとなっている。下表は2012年までに在籍した車両に適用されている付番方法である。
| 大分類                                                        | 形式                 | 小分類 | 備考 |
| ------------------------------------------------------------- | -------------------- | --- | --- |
| 11-26                                                         | 1986形               | 11-16 DM; 21-26 NDM | 1x+2xでユニットを組む。 |
| 100-897                                                       | 1973形               | 100-253 DM; 300-453 UNDM; 500-696 T; 854-897 DM (両運転台ユニット) | 両運転台ユニット以外ユニット内各車両の番号下2桁は同一。両運転台ユニットは854+654+855から始まる番号。 |
| 1xxx, 2xxx, 9xxx                                              | 1956・1959・1962形   | 1xxx DM; 2xxx T; 9xxx NDM | ユニット内各車両の番号中二桁は同一、下一桁偶数はAエンド、奇数はDエンド。 |
| 3xxx, 4xxx                                                    | 1967・1972・1983形   | 3xxx DM; 4xxx T | ユニット内各車両の番号下二桁は同一、百の位偶数はAエンド、奇数はDエンド。 |
| 39xx, 49xx                                                    | 1960形               | 39xx DM, 49xx T | 下一桁偶数はAエンド、奇数はDエンド。付随車はスタンダード形から転用されたものが当初つかwれ、のちに1938形から転用された付随車に置換られた。この付随車の番号に制御電動車の番号との関連性は無い。 |
| 5xxx, 6xxx                                                    | A・C形               | 5xxx DM; 6xxx T | A形: 中二桁の番号を共有する4両1ユニット、下一桁偶数はAエンド、奇数はDエンド。 C形: 下三桁の番号を共有する2両1ユニット。 |
| 7xxx, 8xxx, 17xxx                                             | D形                  | 7xxx DM; 8xxx UNDM; 17xxx T | 両運転台ユニットを除き、ユニット内の下三桁の番号は同一。両運転台ユニットは7500+17500+7501から付番。 |
| 10xxx, 11xxx, 12xxx, 30xxx, 31xxx; 70xxx, 90xxx, 91xxx, 92xxx | 1935形 1938形 1949形 | 10xxx DM (Aエンド); 11xxx DM (Dエンド); 12xxx NDM (Tはこの頭に0を付与); 30xxx UNDM (Aエンド); 31xxx UNDM (Dエンド); 70xxx T (元スタンダード形); 90xxx DM (9両ユニットのAエンド); 91xxx DM (9両ユニットのDエンド); 92xxx NDM (9両ユニット、Tはこの頭に0を付与) | ユニット内の制御電動車は下3桁が同じ。付随車の番号は同編成の他車と関連性が無い。 |
| 13xxx, 14xxx （初代）                                         | O・P形 Q38形付随車   | 13xxx Aエンド (DM、Tはこの頭に0を付与) 14xxx Dエンド (DM、Tはこの頭に0を付与 | 同ユニットの制御電動車は下3桁が同じ。付随車の番号は関連性が無い。Q38形の制御電動車には1931年体系にしたがって4xxxが付与されている。 |
| 1xxxx （2代目）                                               | 2009形               | 11xxx DM 12xxx T 13xxx NDM 14xxx UNDM | 4両1ユニットを背中合わせに組み合わせた8両編成が基本。ユニット内の下3桁は同一番号、下一桁偶数がAエンド、奇数がDエンド。 |
| 2xxxx （初代）                                                | R形                  | 21xxx DM (Aエンド); 22xxx DM (Dエンド); 23xxx NDM | 百の位はユニット中での車両位置を示す。6両ユニットではAエンドから順に1から6が、2両ユニットの場合は5，6がここに入る。ユニット内の車両の下二桁は同一。 |
| 2xxxx （2代目）                                               | S形                  | 21xxx DM 22xxx, 23xxx NDM 24xxx MS 25xxx NDM (防霜) | 坊霜装置付の25000番台の車両は、偶数番号の23000番台の車両の代わりに編成に組み込まれる。3桁目が0または1の車両は8両編成用で、下3けたの番号が同じ4両でユニットを組み、背中あわせに2ユニットを組み合わせて使用する。下一桁偶数がAエンド、奇数がDエンド。7両編成も同様の附番だが、3桁目が3、4、5となり、偶数の23000番台が存在しない。 |
| 4xxxx                                                         | 1956形               | 40xxx DM (4両ユニットAエンド); 41xxx DM (3両ユニットDエンド); 42xxx DM (3両ユニットAエンド); 43xxx DM (4両ユニットDエンド); 44xxx NDM; 45xxx T (4両ユニットは偶数、3両ユニットは奇数                                                                          | 同ユニットのDM、NDMの下3桁は同一。1959形就役時に1xxx、2xxx、9xxxに改番。 |
| 51xxx, 52xxx, 53xxx                                           | 1995形               | 51xxx DM; 52xxx T; 53xxx UNDM | ユニット内の車両の下三桁は同一。 |
| 53xxx, 54xxx                                                  | CO・CP形             | 53xxx DM (Aエンド); 54xxx DM (Dエンド) | 元O・P形。元番号+40000。 |
| 65xxx, 67xxx, 91xxx, 92xxx, 93xxx                             | 1992形               | 65xxx DM; 67xxx NDM; 91xxx DM; 92xxx & 93xxx NDM | ユニット内の車両の下三桁は同一。 6xxxxはウォータールー&シティー線用車両で、国鉄時代の番号のまま。 |
| 75xxx                                                         | スタンダード         | T | 元制御車、元番号+70000 |
| 96xxx                                                         | 1996形               | 960xx・961xx DM; 962xx・963xx T; 964xx・965xx UNDM; 968xx・969xx T (防氷装置付) | ユニット内の車両の下二桁は同一。 |

注記:
- 17000・20000はA形の試作として1946年、1947年にT形から改造された車両に付与され、 17000は後に17001に改造・改番された。